# Yes I Am
Yes I Am é o quarto álbum da cantautora Melissa Etheridge, lançado em 1993. O título é considerado uma alusão ao fato de recentemente ter assumido a homossexualidade, confirmando antigos rumores a cerca de sua vida pessoal. Este foi o álbum que deu a Melissa Etheridge o reconhecimento nacional. A balada rock "Come to My Window" deu lugar ao primeiro videoclipe do álbum, com Etheridge, sua guitarra e Juliette Lewis tendo um colapso nervoso.

## Faixas
Todos as músicas foram compostas por Melissa Etheridge.
1. "I'm the Only One" – 4:54
2. "If I Wanted To" – 3:55
3. "Come to My Window" – 3:55
4. "Silent Legacy" – 5:22
5. "I Will Never Be the Same" – 4:41
6. "All American Girl" – 4:05
7. "Yes I Am" – 4:24
8. "Resist" – 2:57
9. "Ruins" – 4:53
10. "Talking to My Angel" – 4:48

## Banda
- Melissa Etheridge - Violão, guitarra, guitarra Elétrica, vocal
- James Fearnley - Acordeão
- Mauricio-Fritz Lewak - Percussão, bateria
- Kevin McCormick - Baixo
- Pino Palladino - Baixo
- David Sutton - Baixo
- Scott Thurston - Baixo, Teclado
- Waddy Wachtel - Guitarra Elétrica

## Produção
- Produtores: Melissa Etheridge, Hugh Padgham
- Diretores: Hugh Padgham
- Diretores Assistentes: Mike Baumgartner, Greg Goldman
- Mixadores: Hugh Padgham
- Masterização: Bob Ludwig
- Design: Margo Chase

## Paradas
Álbum - Billboard (América do Norte)
| Ano  | Parada            | Posição |
| ---- | ----------------- | ------- |
| 1993 | The Billboard 200 | 15      |

Singles - Billboard (América do Norte)
| Ano  | Single              | Parada                  | Posição |
| ---- | ------------------- | ----------------------- | ------- |
| 1993 | "I'm the Only One"  | Mainstream Rock Tracks  | 10      |
| 1994 | "All American Girl" | Mainstream Rock Tracks  | 24      |
| 1994 | "Come to My Window" | Adult Contemporary      | 4       |
| 1994 | "Come to My Window" | Mainstream Rock Tracks  | 22      |
| 1994 | "Come to My Window" | The Billboard Hot 100   | 25      |
| 1994 | "Come to My Window" | Top 40 Mainstream       | 13      |
| 1994 | "I'm the Only One"  | Adult Contemporary      | 1       |
| 1994 | "I'm the Only One"  | The Billboard Hot 100   | 10      |
| 1994 | "I'm the Only One"  | Top 40 Mainstream       | 4       |
| 1995 | "Come to My Window" | Adult Top 40            | 27      |
| 1995 | "Come to My Window" | Top 40 Adult Recurrents | 4       |
| 1995 | "Come to My Window" | Top 40 Adult Recurrents | 5       |
| 1995 | "I'm the Only One"  | Adult Contemporary      | 1       |
| 1995 | "I'm the Only One"  | Adult Top 40            | 28      |
| 1995 | "I'm the Only One"  | The Billboard Hot 100   | 8       |
| 1995 | "I'm the Only One"  | Top 40 Adult Recurrents | 2       |
| 1995 | "I'm the Only One"  | Top 40 Adult Recurrents | 5       |
| 1995 | "I'm the Only One"  | Top 40 Mainstream       | 4       |
| 1995 | "If I Wanted To"    | Adult Contemporary      | 17      |
| 1995 | "If I Wanted To"    | Top 40 Mainstream       | 10      |

## Awards
Grammy Awards
| Ano  | Vencedor            | Categoria                                                  |
| ---- | ------------------- | ---------------------------------------------------------- |
| 1994 | "Come to My Window" | Grammy Awards de Melhor performance vocal de Rock feminina |